# Planificación Espacial Marina

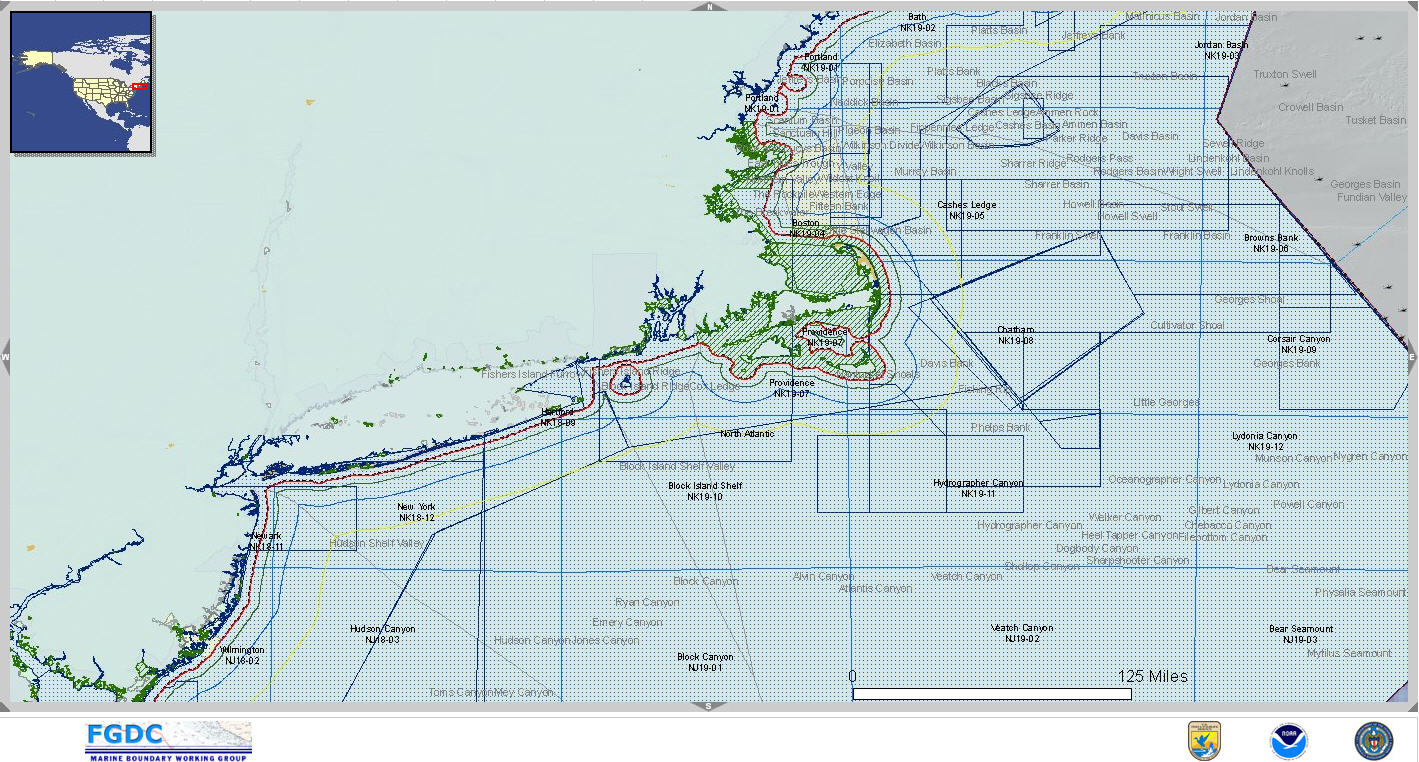
Ejemplo de Planificación Espacial Marina

La Planificación Espacial Marina (PEM) es un enfoque práctico para la gestión de conflictos y compatibilidades en el medio marino, frente a las presiones de desarrollo cada vez mayores y el creciente interés en la conservación de la naturaleza. La Comisión Oceanográfica Intergubernamental (COI) de la UNESCO define la PEM como un “proceso público que analiza y asigna la distribución espacial y temporal de las actividades humanas en las áreas marinas, para lograr determinados objetivos ecológicos, económicos y sociales que se suelen especificar a través de un proceso político”. En un sentido amplio, la PEM puede ser definida como: “El análisis y asignación de áreas tridimensionales de los espacios marinos para uso o no uso específico con el fin de alcanzar objetivos ecológicos, económicos y sociales que normalmente se especifican por medio de implementación de políticas”